# Balthasaria mannii
Balthasaria mannii är en tvåhjärtbladig växtart som först beskrevs av Daniel Oliver, och fick sitt nu gällande namn av Bernard Verdcourt. Balthasaria mannii ingår i släktet Balthasaria och familjen Pentaphylacaceae. Inga underarter finns listade i Catalogue of Life.